# Alim Louis Benabid
Alim Louis Benabid (Grenoble, 2 mei 1942) is een Frans emeritus hoogleraar geneeskunde aan de Université Joseph Fourier in Grenoble en neurochirurg. Hij wordt wereldwijd erkend als een autoriteit en pionier in de diepe hersenstimulatie bij de behandeling van onder meer de ziekte van Parkinson. Benabid is sinds 2002 een lid van de Académie des sciences. Zijn onderzoek en het door hem ontwikkelde toestel voor diepe hersenstimulatie heeft wereldwijd de levenskwaliteit van al meer dan 150.000 patiënten verbeterd.

## Erkenning
Benabid is laureaat van de Lasker-DeBakey Clinical Medical Research Award 2014, de Breakthrough Prize in Life Sciences 2015 en de European Inventor Award Onderzoek 2016. In 2018 werd hij geëerd als doctor honoris causa aan de KU Leuven. Hij werd eerder al gelauwerd met een eredoctoraat door de National University of Ireland, Galway, de University of Western Ontario, McGill University en de Universidade do Porto. Hij is sinds 2002 ridder in het Légion d'honneur en tevens ridder in de Orde van de Academische Palmen.